# LMPC-Klasse

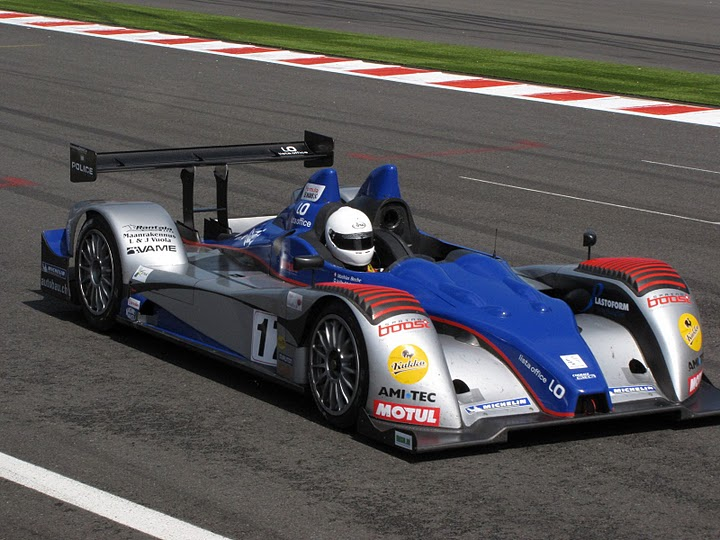
Formula Le Mans Auto des Hope-Polevision Teams (Spa 2009)

Die LMPC-Klasse (Le Mans Prototype Challenge) war eine Motorsportkategorie die mit Einheitsautos des französischen Herstellers Oreca bestritten wurde. Die Autos sind von Fahrzeugen der LMP-Klasse abgeleitet und kamen vorzugsweise bei Langstreckenrennen, in Rennserien die nach dem Reglement des französischen Verbandes ACO organisiert sind, zum Einsatz.

## Einsatzgerät
Das LMPC- oder Formula-Le-Mans-Auto ist, anders als der Name suggeriert, kein Formelauto (Monoposto), sondern ein prinzipiell zweisitziger Le-Mans-Prototyp. Das Chassis basiert auf dem Courage LC75 LMP2, das Oreca nach dem Kauf von Courage Compétition 2008 unter eigener Regie zu einer kostengünstigeren und robusteren Variante weiterentwickelte. Mit dem Fahrzeug wollten Oreca und der das 24-Stunden-Rennen von Le Mans ausrichtende französische Automobilverband ACO eine günstige Einstiegsklasse in den Le-Mans-Prototypensport schaffen, die von der Technik her näher an den echten LMP war als die vergleichbaren Gruppe-CN-Fahrzeuge, dabei aber zu vergleichbaren Kosten wie die CN zu betreiben wäre. Während im Einführungsjahr 2009 die Formula-Le-Mans-Serie als Markenpokal im Rahmenprogramm der Le Mans Series startete, sind die Fahrzeuge seit 2010 in mehreren Serien, unter anderem der LMS und der American Le Mans Series (ALMS), als eigene Klasse zugelassen.

## Technik
Die mit der Typenbezeichnung FLM09 versehenen Fahrzeuge sind mit einem General Motors small block LS3 V8 motorisiert, dessen Motorsteuerung von Magneti Marelli stammt und der etwa 440 PS entwickelt. Seit 2010 sind die Motoren mit einem Luftmengenbegrenzer ausgestattet, um die Wagen auch in Langstreckenserien an der Seite stärkerer LMP-Klassen einzusetzen. Das Getriebe der Autos stammt von Xtrac und der Wagen verfügt über eine sequenzielle 6-Gang-Schaltung, die über eine Wippenschaltung am Lenkrad bedient wird. Die Wagen laufen auf Einheitsreifen von Michelin und die Karbonbremsen werden von Brembo bezogen.

## Einsatzserien

### Formula Le Mans Cup
2009 fuhren die FLM09 im Rahmen eines Markenpokals, der im Rahmenprogramm der LMS und der 24 Stunden von Le Mans auftrat. An den in der Regel einstündigen Rennen mit obligatorischem Fahrerwechsel nahmen zwischen 9 und 13 Mannschaften teil. Die Serie wurde vom DAMS-Team gewonnen. DAMS-Pilot Nico Verdonck gewann den Fahrertitel. Im Folgejahr wurde die Serie aufgrund der Einbindung der Teams und Autos in die LMS-Rennen eingestellt.

### Le Mans Serie
In der Le-Mans-Series-Saison 2010 wurde der Formula Le Mans Cup in die Le Mans Series integriert und wurde dabei zur fünften Klasse innerhalb der Serie. In der Anfangssaison nahmen die LMPC an vier europäischen Rennen teil, während ein fünfter Event exklusiv für die LMPC abgehalten wurde. Die Teams waren verpflichtet mindestens einen Amateurfahrer pro Fahrzeug an den Start zu bringen, um die Klasse als Nachwuchskategorie zu etablieren. Es gab Meisterschaftswertungen für Profifahrer, Amateurfahrer und Mannschaften. Der Sieger der Amateurwertung bekam am Ende der Saison einen Test in einem Oreca LMP2 organisiert. 2012 wurde die Klasse in Le Mans Prototype Challenge umbenannt und wurde als solche bis 2014 in der European Le Mans Series ausgetragen.

### IMSA / United Sportscar Championship
Am 16. August 2009 kündigte die IMSA eine Neuorganisation der Klassenstruktur der American Le Mans Series an und schuf eine neue Kategorie mit der Bezeichnung Le Mans Prototype Challenge. Die Klasse verwendete das Formula Le Mans-Regelwerk ähnlich wie die Le Mans Series und trat bei allen Veranstaltungen der American Le Mans Series an. Nachdem die NASCAR Holdings Ende 2012 die IMSA in Vorbereitung auf die Vereinheitlichung der Sportwagenrennen in Nordamerika im Jahr 2014 gekauft hatte, wechselten die Bereifung der Wagen von Michelin zu Continental, da die Grand American Road Racing Association einen Reifenvertrag mit Continental abgeschlossen hatte.
Die Klasse wurde bis 2017 ausgetragen, bis die IMSA beschloss, sie Ende 2017 aus der Meisterschaft zu streichen.